# Les Forgerons
Les Forgerons es una película francesa dirigida por Louis Lumière 1895.
Esta «visión fotográfica animada» fue una de las diez películas mostradas en el Salon indien du Grand Café el 28 de diciembre de 1895, en el número 14 del Boulevard des Capucines en París.
Sólo quedan algunos fragmentos en un artículo del Boletín de la Sociedad Francesa de Fotografía (número 21, segunda serie, volumen XI, 1895), así como en un artículo de la revista Pittoresque (1 de abril de 1896). Probablemente, esta versión que se proyectó durante el año 1895, especialmente en Lyon a principios de junio (Lyon, republicano, Lyon, 11 de junio de 1895).

## Producción
Al igual que todas las primeras películas de Lumière, esta película se realizó en película de 35 mm  con una relación de aspecto de 1,33: 1. Fue filmada mediante cinematógrafo, una cámara todo en uno, que se utilizaba en modo filmación  y en modo proyección de películas.

## Argumento
Retoma un tema ya rodado en 1893 por William Kennedy Laurie Dickson para Thomas Edison, Blacksmithing Scene. La gran diferencia con este rodaje es que el de Louis Lumière se realiza en una verdadera fragua con verdaderos herreros, un maestro que martillea hierro, y un aprendiz que acciona el fuelle.